# سارة بورتون
سارة بورتون (بالإنجليزية: Sarah Burton)‏ هي مصممة أزياء بريطانية، ولدت في 1974 في ماكليسفيلد في المملكة المتحدة.

## وصلات خارجية
- سارة بورتون على موقع الموسوعة البريطانية (الإنجليزية)